# 流水プール
流水プール（りゅうすいプール）とは、流れる水の抵抗を生かし効率よく水泳やエクササイズ、リハビリを可能にする機器のことである。特徴の一つとしては、ランニング用トレッドミルのように、一定の場所でターンをすることなく泳ぎ続けることが可能である。英語ではswimming machine（水泳マシン）またはcounter-current（逆流）やresistance（抵抗）式プールとも呼ばれる。通常は、一般の人の腕、脚を延ばした状態の約2倍の長さ、約1.5倍の幅の水槽から形成されるコンパクトなものが多い。水泳やエクササイズなどは、ジェット、プロペラ、またはパドルホイールなどの駆動装置によって作られる調節可能な水流に対抗して行われる。
1970年代に誕生したこのような「流水プール」は、当初は、圧力式ポンプ駆動のエアージェットにより流れを起こしていたが、かなりの乱流だったため水泳に相応しい環境ではなかった。1980年代には、これがプロペラやパドルホイール式駆動に引き継がれ、より滑らかな水流となった。現在は主に空圧式、高容水量式、そして既存プール用流水発生システムという3つのカテゴリーに分けることができる。

## 空圧式駆動システム（ジェット）
このシステムを利用したものは、「水泳スパ」タイプと呼ばれ、「プール」というよりはむしろ「スパ」機能を主にしたスタイルのものである。名前が示唆するように、シングルゾーンの通常の「水泳スパ」には、エクササイズ用スペースとスパ（またはジャグジー）スペースが組合わさっている。通常はFRP（繊維ガラス）製で、水を動かす複数の空圧式ポンプが装備され、片側に水泳用ジェットが、もう一方にスパ用シート付きマッサージ用ジェットが取り付けられている。
エクササイズ用スペースは、例えば3馬力（約2.25kW）のモーターの場合は13L/秒（206米ガロン/分）の排出量を可能にする。既に組み立てられた状態で販売されるためより便利だと思われがちだが、大量生産のため本体が薄く補強工事が必要である。また、流水は、その量ではなく、水流の早さと水圧によって発生されるため、刺激が強く、マッサージ治療ツールとしては実用的だが、質的には乱流すぎるとしてスイマーからの評価は低い。逆に、トライアスリートや海で水泳する者には、海の乱流を疑似体験できるこのジェット式のほうが耐久力向上に役立つと思われる。

### 経歴
市場に最も早く誕生したモデルの一つに、Speck Pumps社が1973年に発表した「Badujet」（バドュジェット）がある。これは既存プールに取付ける水の推進システムである。
1980年代には、「Monarch Spas」（モナークスパ）［廃業］が2ゾーンの水泳スパタイプを開発し、プール用のポンプやその他の装備が別エリアのスパにも利用できるように設計された。このような2ゾーンシステムの利点は、用途によって異なる温度設定や化学薬品の使用が可能なことである。例えば、臭素を使用するスパゾーンは、リラクゼーションとマッサージのための十分な熱さに、塩素を使用するプールゾーンは、激しい運動にも適切な低い温度に保つことができる。
1994年には、「HydroWorx」（ハイドロワークス）が同社初の治療用の空圧式プールの特許を取得。リハビリテーション用として空圧式ジェットと共に水中トレッドミルを利用したものである。創立者であるPaul Hetrick博士は、怪我をした馬が業務用水中トレッドミルでリハビリしている姿を見て思いついた。その後のバージョンには、セラピストがリアル・タイムで治療を調整できるように、使用者の姿をモニターに映す水中監視システムを採用している。
こういったジェット式システムによって流水を起こす製品は「スイムスパ」やMAAX社製のPowerPools（パワープール）など世界中の数多くのメーカーが模倣し販売している。

## 高容水量式駆動システム

### 概要
このシステムを利用したものは、主にプロペラやパドルホイールによって水流を起こす駆動装置がある。FRP製や金属製、大量生産vs受注生産がある。装置によって作られる水流の質や容量は各メーカーによって差があるため、ユーザーの目的や使い方によって最適なものを選ぶ必要がある。

### 経歴
1980年代には新型の機械が登場。ジェット駆動による気泡の多い流水や乱流の不快感を解消する目的で、より滑らかな水流を起こすシステムが案出された。その第1号が、Stan Charrenとマサチューセッツ工科大学卒の二人のエンジニアが1984年に開発した「SwimEx」（スイメックス）である。強固なFRP製本体と機械類が隣接して設置されるこの機械は、特許パドルホイール技術により1890 L/秒（30,000米ガロン／分）という他に類のない水量を動かすことでプール全幅に安定した水流を発生する。リハビリやセラピーを主な目的とした施設用と、よりラグジュアリー感が備わった住宅用がラインナップされており、いずれも機能性・耐久性・安全性を重視したものとなっている。すべて受注生産で、この業界のハイエンドモデルだといえる。
1980年代の後半には、SwimExより廉価な「Endless Pool」（エンドレスプール）がJames Murdockにより開発された。このプールには、別に設置された油圧ポンプで駆動する大型プロペラと、ステンレス鋼製水循環用のトンネルで構成された水の駆動装置（315 L/秒[5,000 米ガロン／分]）が、ビニール性ライナーでカバーされたステンレス鋼製プールの中に設置されている。
プール内に設置されている駆動機は障害物となり、有効スペースも多少小さく、その水流はSwimExより幅が狭いため使用用途も限られるが、水泳に関してのみで言えばその評価は同等だとするユーザーもいる。誕生以来、Endless Poolのシステムは他社によって模倣されている。
1990年代半ば、「Master Spas」（マスタースパ）は、大量生産が可能なアクリル製本体に特許プロペラ式推進室を組込んだユニットを発表し、「スイムスパ」市場に高容水量式駆動流水プールのベネフィットをもたらした。Master Spas社のBob Lauter CEOが設計したMichael Phelps Signature Swim Spaシリーズがその代表モデルである。
同じ1990年代には、プロペラ式駆動システムを利用した「Swim Gym」（スイムジム）と「Riverflow」（リバーフロー）が市場に登場。これらの駆動装置はプールから離れた位置に設置可能。158 L/秒（2,500米ガロン／分）を動かす垂直式プロペラは太いPVC（ポリ塩化ビニール）パイプに包まれ、そのパイプは既存のプールのコンクリート壁に組み込まれる。これで作り出される流水はEndless Poolのものと同等であると言われている。

## 既存プール用流水発生システム
既存のプールに利用できる装置の代表的なものには、Speck Pumps社のBaduStreamをはじめ、Endless Pool社の「Fastlane」（ファストレーン）、SwimEx社が2012年に発表した「Stream」（ストリーム）などがある。後者の2つは両方ともプロペラ式だが、Fastlaneは別に配置した5HP駆動モーターとプール横に設置する水流を起こすステンレス鋼機械を使用するのに対し、Streamはアウトドア家具のようにデザインされた超永続性ポリマーで包まれ、静かで充電式、設置不要な自動ポータブル単体ユニットである。